# Sverre Hansen (labdarúgó)
Sverre Hansen (Larvik, 1913. június 23. – 1974. augusztus 22.) norvég labdarúgó-fedezet.